# Rytidocarpus
Rytidocarpus é um género botânico pertencente à família Brassicaceae. É composto por 2 espécies.
O género foi descrito por Nicaise Augustin Desvaux e publicado em Ill. Fl. Atlanticae 1: 99. 1889.

## Espécies
- Rytidocarpus maroccanus
- Rytidocarpus moricandioides